# Clemens Westerhof
Clemens Westerhof (ur. 3 maja 1940 w Beek) – holenderski trener piłki nożnej; od 1983 pracuje w Afryce. Pod jego kierownictwem nigeryjska reprezentacja narodowa zdobyła Puchar Narodów Afryki w 1994 i w tym samym roku zakwalifikowała się do rozgrywek o Puchar Świata FIFA.